# Comuna Dmîtrivka, Mașivka
Dmîtrivka (în ucraineană Дмитрівка) este o comună în raionul Mașivka, regiunea Poltava, Ucraina, formată din satele Dmîtrivka (reședința) și Kalînivka.

## Demografie
Componența lingvistică a comunei Dmîtrivka
     Ucraineană (95,16%)
     Rusă (4,64%)
     Alte limbi (0,2%)
Conform recensământului din 2001, majoritatea populației comunei Dmîtrivka era vorbitoare de ucraineană (95,16%), existând în minoritate și vorbitori de rusă (4,64%).